# Jegălia
Jegălia é uma comuna romena localizada no distrito de Călăraşi, na região de Muntênia. A comuna possui uma área de  km² e sua população era de 4607 habitantes segundo o censo de 2007.